# اسپرینگ باینگتون
اسپرینگ باینگتون (انگلیسی: Spring Byington; ۱۷ اکتبر ۱۸۸۶ – ۷ سپتامبر ۱۹۷۱) یک هنرپیشه اهل ایالات متحده آمریکا بود.

## گزیده فیلمشناسی
از فیلم‌ها یا برنامه‌های تلویزیونی که وی در آن نقش داشته‌است می‌توان به آثار زیر اشاره کرد.
- زنان کوچک (فیلم ۱۹۳۳) (۱۹۳۳)
- آه بیابان (۱۹۳۵)
- شورش در بونتی (فیلم ۱۹۳۵) (۱۹۳۵)
- دادزوورث (فیلم) (۱۹۳۶)
- تئودورا وحشی می‌شود (۱۹۳۶)
- پالم اسپرینگز (فیلم) (۱۹۳۶)
- راه بازگشت (۱۹۳۷)
- مخمصه (۱۹۳۷)
- بوکانیر (فیلم ۱۹۳۸) (۱۹۳۸)
- ماجراهای تام سایر (فیلم ۱۹۳۸) (۱۹۳۸)
- جزبل (فیلم) (۱۹۳۸)
- نمی‌توانی این را با خودت ببری (۱۹۳۸)
- عشق من بازگشت (۱۹۴۰)
- ملاقات با جان دو (۱۹۴۱)
- روکسی هارت (فیلم) (۱۹۴۲)
- بهشت می‌تواند صبر کند (فیلم ۱۹۴۳) (۱۹۴۳)
- من تو را می‌بینم (فیلم ۱۹۴۴) (۱۹۴۴)
- دلهره عشق (فیلم ۱۹۴۵) (۱۹۴۵)
- نامه‌ای برای ایوی (۱۹۴۶)
- سنگاپور (فیلم ۱۹۴۷) (۱۹۴۷)
- سینتیا (فیلم) (۱۹۴۷)
- راهروی شیطان (۱۹۵۰)
- چون برای منی (۱۹۵۲)
- آلفرد هیچکاک تقدیم می‌کند (۱۹۶۰)
- بتمن (مجموعه تلویزیونی) (۱۹۶۶)
- خواب جینی را می‌بینم (۱۹۶۷)
- راهبه پرنده (۱۹۶۸)